# قطعنامه ۳۸۶ شورای امنیت
قطعنامه ۳۸۶ شورای امنیت سازمان ملل متحد که در تاریخ ۱۷ مارس ۱۹۷۶ تصویب شد، سندی بین‌المللی دربارهٔ وضعیت در رودزی است. این قطعنامه طی نشست ۱٬۸۹۲ام با ۱۵ موافق، ۰ مخالف و ۰ ممتنع تصویب شد.